# زنفور
زنفور هي مدينة أثريّة رومانية تقع بمدينة السّرس بولاية الكاف، بالشمال الغربي للبلاد التونسية. تبعد عن مدينة السرس بحوالي 10 كيلومترات، وهي عبارة عن منطقة جبليّة يشقّها وادي سمّي باسمها.

## المعالم الأثريّة
أبرز الآثار التي تتميز بها زنفور، قوس النصر وهو عبارة عن بناء من الحجارة يحمل نقوشا تاريخية غابت عنه الأعمدة التي تحمل تتمة البناء ويشير إلى الأباطرة وانتصاراتهم. كما يوجد على امتداد مساحة 15 هكتار نقوشا تدلّ على وجود معلما تاريخيّا متكوّنا من مركز للسلطة و خزينة للمال. كما تتميّز المنطقة بوجود ساحة عمومية ومعبد ومقبرة وحمامات رومانية ومساكن و مسرح ويأخذ شكل نصف دائرة شًيْد على موقع مسطّح و له مدرجات.